# Kézművesség

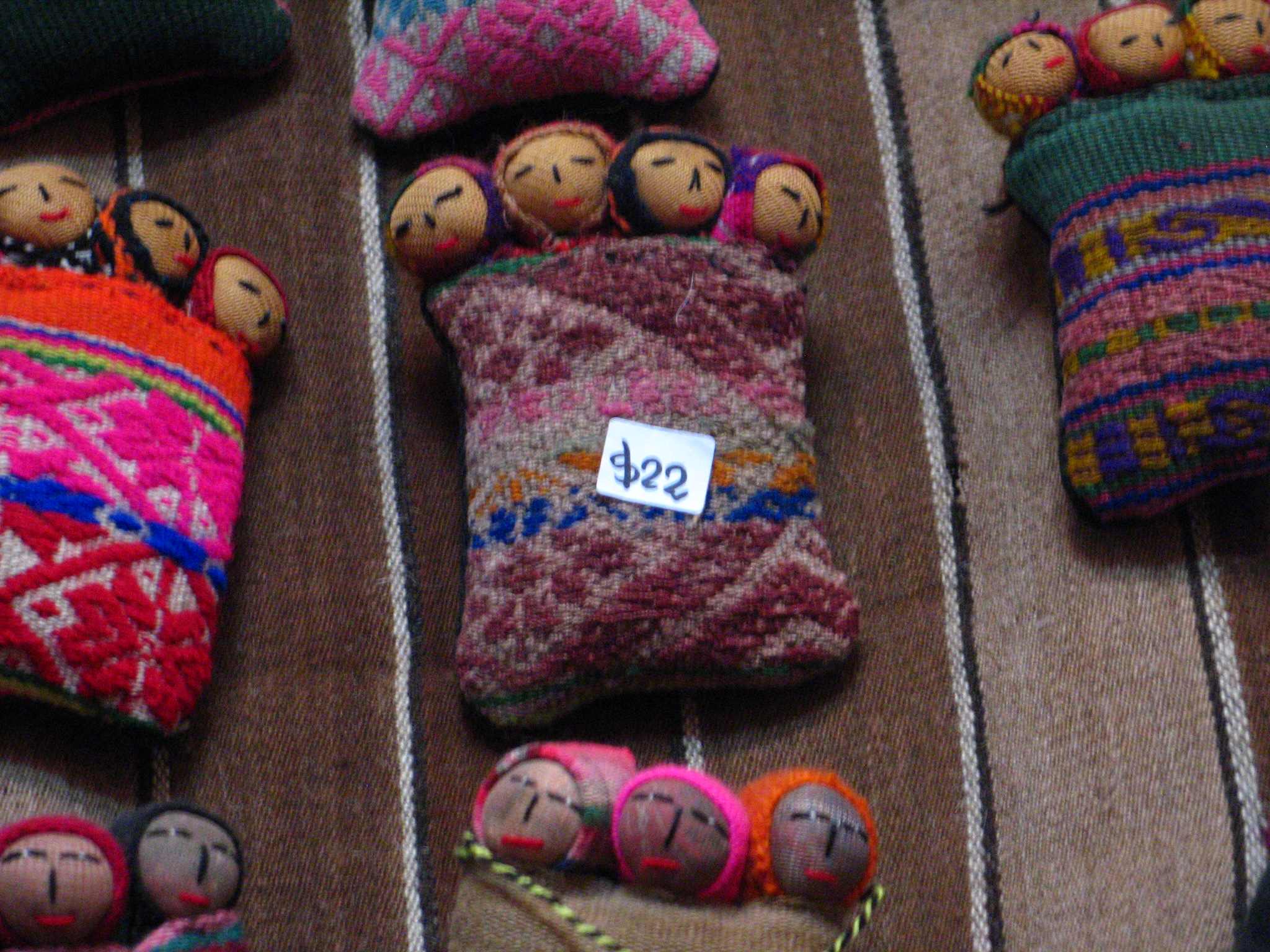
Kézműves tárgyak

Kézművességnek nevezzük az emberi erővel és kézi szerszámaival – a természetes eredetű alapanyagokon – végzett formaátalakító tevékenységet, és kézműves terméknek az így létrehozott termékeket. A termék lehet félkész vagy késztermék. A meghatározás ugyan emberi erőt említ, ami valóban a hagyományos kézművesség alapja, de korunkban elfogadható, ha a „gépi erő” használatával kibővítjük a fenti gondolatot, mert pl. a fúrás, esztergályozás stb. munkaműveleteket a kézművesek ma már főként elektromos energiával hajtott gépekkel végzik. Ugyanakkor ebbe a kibővített meghatározásba  beletartozhat tágabb értelemben pl. az egyes agyag-, porcelán-, üveg- és zománc-alapanyagú készítmények forgatása, előmelegítése, kiégetése is, illetve az üveg- és fémmegmunkáláshoz szükséges elektromos kemence használata a hagyományos fa- vagy széntüzelésű kemencék helyett.
A kézművesség a kézműves mesterségek, szakmák, azaz a kézműiparba tartozó tevékenységek gyűjtőneve is.
Az így létrehozott termékek vagy áruk készítőit hagyományosan kézművesnek nevezzük. Újabban a „kézműves” szót e termékek jelzőjeként is használják (pl. kézműves sör).
A kézművesség mint mesterség gyakorlóit a mester, segéd, inas vagy kontár szavakkal jelölték; az utóbbi a termékeit céhes vagy iparengedély nélkül készítette. Némelyik szakmában és újabban a „mester” szót az „iparos” kifejezés váltotta fel. Az iparos elsősorban használati eszközöket, az iparművész pedig főként dísztárgyakat készít.
A magyar nyelv kézművesség szava a helyi hagyományokra épülő, kézi szerszámokkal, egyedi eljárással folytatott háziipari vagy kisipari tevékenységet jelenti.
Történeti okoknál fogva sok hasonló jelentésű, némileg eltérő tartalmú elnevezéssel találkozhatunk, ilyenek: kismesterség (néprajz), népművészet, kisipar (politika) és iparművészet (foglalkozások osztályozása). (Az iparművészet jelentésben az angol Wikipédia a handicraft, ill.
 arts and crafts címszó alatt tárgyal a témába tartozó jó néhány tevékenységet.)

## A kézművesség története
A történelem előtti időkben az ember rákényszerült mindazon „szakmák” gyakorlására, melyek a túlélést biztosították, ezért megtanulta vagy elleste ezen ősi alapszakmák (ételkészítés, fazekasság, fegyverzetkészítés, ruházatkészítés stb.) munkamódszereit. Fontos itt megjegyezni, hogy a játék- és a hangszerkészítés is ősi munkálkodások voltak.
A munkának szakmává alakulását megelőzően nem volt lényeges és ezért nem is maradt fent a kézműves személye. Az egyszerű szerszámokkal (fából, kőből, csontból, majd bronzból, rézből és vasból készült árral, tűvel, baltával, kalapáccsal, ásóval stb.) dolgozó ember többnyire szűkebb környezetének és magának készítette tárgyait. Egyes mesterségek ma is az ősi formájukban maradtak fenn a természeti népeknél, esetleg a munkaeszközeikben történtek, illetve történnek csak kisebb-nagyobb változások.
A kézzel elkészített egyszerű termékek többnyire a mindennapi élet szükségletei, kellékei voltak, szintén egyszerű anyagokból: kőből, agyagból, fából, bőrből, szaruból, növényi eredetű anyagokból, majd fémből és üvegből készültek a használati eszközök, tárgyak.
Bár az ókor kezdetén a rabszolgatartó társadalmakban a kézművesség alantas és rabszolgák által végzett foglalkozásnak számított, mégis megjelenítették azok művelőit különféle véseteken, képzőművészeti alkotásokon és edényeken, és idővel a mesterségek kiváló művelői a szakmáikat elismert rangra emelték. Így azoknak a viszonylag kötetlenebb életformát biztosító munkajellege és a jól elvégzett munkából eredő tisztelet miatt egyre nagyobb lett a vonzereje. Kezdetben a rátermettségen alapult a munka és a munkamegosztás előbb a szakmák szerint, majd a szakmákon belül is, később és egyes szakmákban a szakmák „öröklődtek”.
A középkor elején vált divattá Európában először az ötvösöknél és a kőmíveseknél – valószínűleg jól leplezett büszkeségből –, hogy készítményeikre pici vagy elrejtett jeleket, megkülönböztető jelzéseket vagy éppenséggel monogramokat rakjanak. Ezeket nevezzük összefoglaló elnevezéssel mesterjegyeknek, és ettől az időszaktól kezdve figyelhetjük is meg az egyéni stílusok kialakulását, lassú különválását is, mely változásokat később a céhek rendeletei igyekeztek behatárolni.
A céhek olyan szakmai közösségek voltak, melyeknek működését és szabályzatát uralkodók engedélyezték és hagyták jóvá, a mesterség fogásainak és a hagyományok megőrzése végett, de az esetlegesen fellépő és a túltermelést meggátló konkurencia ellen is. Míg a céhek eleinte és az uradalmi mesterek is még megrendelésre dolgoztak, a népességnövekedésből és a nagyvárosi életformából következően ún. készenléti többlettermelés alakult ki, ezzel együtt létrejött a fejlettebb csere és piackereskedelem – ahol a kézművesek munkájának nagy része már áruvá vált.
A hivatásos kereskedőréteg létrejötte előtt a kézművesek a termelt portékáikat vásárokon: heti vásáron vagy országos nagyvásárokon értékesítették. A vásárok rendjét, melyek a helység szentjének „nevenapjához” vagy egyéb ünnepnapokhoz kapcsolódtak, az akkori „kalendáriom”-okban tették közre. Nagyon sok magyar népmese, igaz vagy kitalált történet emlékezik meg e látványos forgatagokban zajló eseményekről s az itt kialakuló szerelmi kapcsolatokról is. Ma is híres pl. a pécsváradi leányvásár, ahol a zamatos borok fogyasztása mellett utcahosszan állnak a különféle iparosok sátrai, gesztenyesütéssel és más finomságokkal várják, néptánccal és énekszóval szórakoztatják a közönséget.
A mester a szekérre már napokkal az indulás előtt elkezdte rakodni a portékáját, rendszerint a „vásárosládákba”, melyek keresztmetszete felfelé szélesedő trapézalak volt a szekérderék alakja és a jó helykihasználás miatt – majd a sokszor napokig történő szekerezés után megérkezve elfoglalhatták szokott helyüket. Ott emberismeretükre támaszkodva kínálgatták szépségeiket, jött az alku és a tenyérbe csapás. Aki jól árult, reménykedve indult hazafelé, hátha elkerülik őt a zsiványok.
Régen az inasok az idősebb, mesterfokozatú szakemberektől tanulták vagy inkább lesték el a szakma fogásait. Az előre megbeszélt inasévek letelte után „szabadulhattak fel”, ezután vándorolni mentek távoli vidékekre, ahol más mesterektől tanulva bővítették a tudásukat. E tudás birtokában készítették el egyedi, sokszor kicsinyített szakmai terméküket, a „mesterremeket”, melyet a helyi céh zsűrizett, és csak ezután nyithatták meg saját műhelyeiket. Előfordult az is, hogy egy, a szakmából megözvegyült asszonyt vettek el feleségül, esetleg elkészítették saját szerszámaikat, majd ebben a műhelyben művelték, vitték tovább a szakmát.
A gyáripar megjelenése előtt a kézi munka szerves része volt az életnek. A gépek megjelenése után a kézi munka iránti kereslet folyamatosan csökkent. Egyes munkafolyamatok betanított és segédmunka megnevezéseket kaptak, később kialakultak a szakszervezetek, a szakszervezetek hatására pedig létrejöttek a munkavégzés nehézségi fokozatától (erőkifejtés, hő, fény, zaj, por, rezgések, stresszhatások stb.) függő kereset- vagy bérkülönbségek is. A kézművesség egyes, még művelt ágazataiban szűkös megélhetést biztosít a munkájuk, bár tehetségesek; némely mesterség termékei ma már sajnos csak a dísztárgy vagy a különleges produkciók kategóriájában készül; megint mások a műtárgy restaurálása, másolása, esetleg hamisítása révén integrálódnak akár a nemzetközi kereskedelembe.
Bár a kézművesség helyzetén az urbanizáció, az ipari forradalom, a tömeggyártás és általában a technológia újításai, köztük a további gépesítés, majd az automatizálás sokat rontott, és néhol jelentősen átalakította a kézügyességet vagy fizikai erőt igénylő szakmákat, de nem tudta ezeket teljesen kiszorítani.

## Acéhés amanufaktúra
A kora középkorban a kézművesség ágazataiból, egy szakma vagy rokon szakmák szerint, városban vagy még nagyobb területi egységben szerveződött önkéntes társulások, céhek alakultak ki, melyek egyúttal érdekvédelmi és érdekképviseleti szervek is voltak. Működésüket az illetékes hatóság által kiadott, időnként megújítandó privilégium, más szóval céhszabadalom alapján az articulusok, azaz a testületileg hozott határozati pontok szerint fejtették ki. Ezeket a szabálypontokat a mindenkori világi és egyházi szabályokhoz igazítva hozhatták létre.
A céhek szigorú, sokszor véres szabályrendszer alapján működtek, naplót és könyvelést vezettek, kérelmeikhez ügyvédet, az események, a pénztárkönyv s az egyéb iratok vezetéséhez pedig jegyzőt alkalmaztak, elsősorban soraikból. Többnyire kétkulcsos céhládával vagy pénzesládával és az uralkodó által is elismert saját pecséttel rendelkeztek. A „Láda” az egész céh jelképe volt: a nyitott láda előtt tilos volt rendetlen öltözékben megjelenni vagy bármilyen alantas viselkedést tanúsítani. Körzeteikben nemcsak hogy leszabályozták a mesterek számát a betelepülés meggátlásával és a nehezített mestervizsgai követelményekkel, hanem limitálták a minőséget és az árakat is. A készítmények panasz miatti ellenőrzése vagy a mesterremek elbírálása a bejárómester által, a céh vezetője (az atyamester) és két céhtag (pl. az alcéhmester) jelenlétében történt a vándorlást követően, melyet a legény a vándorkönyvével (Wanderbuchhal) és az abban szereplő, bejárt mesterek igazolásával, esetleg egy maga rajzolta térképpel tudott bizonyítani. Sikeres vizsgát követően díszes oklevelet, úgynevezett mesterlevelet kaptak, melynek kései változatát iparengedélynek hívjuk. A mesterré avatás költségei néhol olyan tetemesek voltak, hogy a legényből emiatt soha nem lehetett mester. A legkésőbb belépett, azaz legfiatalabb mestert szolgáló mesternek hívták; ezek egyik fontos feladata volt pl. tűz esetén a céhtagok riasztása, mivel minden céhnek ki volt jelölve az oltási területe. A céhbehívó tábla felmutatásával, körbehordozásával pedig másik feladata volt összehívni a mestereket céhgyűlésre, egyházi szertartásokra, temetésre, céhlakomára vagy épp rendkívüli gyűlésre. Az atyamester volt a legények legfőbb gondviselője, hozzá tartozott a szállás (Herberg), és ő irányította a dékányon keresztül a legénycéheket.
A hitelesítés fontosságára jellemző pl. az ötvösmestereknek (ami már a kb. 14. század) fogva elterjedt, majd később kötelező volt) a kész darabnak a céhmester előtti bemutatása próbára, és csak a sikeres próba után üthette be a tárgyba a céh mesterjegyét és a minőségi tanúsítványként szolgáló próbabélyegzőjét. A céhes mesterjegy-beütőt később felváltotta a saját mesterjegybeütők alkalmazása – ez a gyakorlat az ötvösök után előbb a kőfaragóknál, majd a fegyverkovácsoknál, kovácsoknál, fazekasoknál, hordókészítőknél stb. sok szakmában elterjedt, ugyanis többnyire csak saját munkájukat javították (garanciálisan vagy az elhasználódás miatt) a mesterek. A kádárok pl. a díszítő faragásokon kívül az edények fenekét egyedi nyomot hagyó speciális gyaluval munkálták meg. Később az egyedi és a mesterjegyek elveszítették eredeti funkciójukat, és a tárgy díszítése lett a cél.
A világi hatóság 1805-től céhbiztos útján tartotta kézben az állandó ellenőrzést, és a céh határozatai elleni fellebbezéseket is ő intézte.
A falvakban, majd a földbirtokokon is létrejöttek a városi céhek hatásait ellensúlyozó, de nem a szabad akaratukból szervezkedő háziipari foglalkozást űzők céhei, melyek azonban főleg a mezőgazdasági foglalkozások (l. alább) művelőiből alakultak ki. (Pl. mezei grófok, pásztorcéhek, halászcéhek, kertészcéhek, vincellércéhek, kapáscéhek, szántócéhek, kosárfonócéhek stb.)
A céhek megszűntével (Mária Terézia, 1872. évi VIII. törvénycikk) létrejöttek az ipartestületek és azok szabályrendszerei, valamint a munkamegosztás alapján termelő nagyobb műhelyek, manufaktúrák, és az érdekképviseletet a szakszervezetek kezdték ellátni.
A manufaktúrás készítmények mai jelentése olyan tárgyak elkészítését jelenti, amelyek gyárban, nagyobb műhelyekben (iparilag, sorozatgyártással) készülnek ugyan, de jelentős kézi munka testesül meg bennük, és  a különféle munkafogásokat szakmunkások végzik. Ilyen termékek lehetnek például a porcelán és más kerámia, egyes textíliatermékek, illetve a különleges, csak egyedileg gyártható tárgyak, hangszerek, orgonák stb.

## A kézműves szakmák csoportosítása és a főbb szakmai elnevezések
A felhasznált anyag fajtáitól függően lehet talán a legegyszerűbben csoportosítani a mesterségeket, melyek az egyéb – politikai, gazdasági, statisztikai vagy társadalmi – besorolása sokkal bonyolultabb. Pl. népművészeti ágak, kisipar, háziipar, hobbi, engedélyezett vagy nem engedélyezett szakma, képesítés nélkül gyakorolható szakma stb.
Az alapanyagokat megtermelő vagy előállító és egyéb, szakképzettség nélkül is végezhető, ősi eredetű munkákat összefoglaló néven pedig többnyire népi mesterségeknek vagy népi foglalkozásoknak nevezzük, de vannak a nép és mesterek által is űzött szakmák.
A szakmák felsorolásánál (K) jelzés jelöli a szakmával rokonítható, jelenleg a képzési körön kívül eső (ún. kihalt, vagy kihalóban lévő mesterségeket), (M) jelöli a régi magyar megnevezést és (N) jelöli a német nyelvi eredetű szakmanevet, illetve a zárójeleken belül olvashatók magának a szakmáknak, illetve a szakmai munkáknak más jellemző megnevezései.
Az alábbi felsorolás csak azokat a főbb szakmaneveket tartalmazza, melyek termékei a mai korban még közismertek vagy használatosak, illetve utódszakmákban tovább élnek, de a századok során majdnem feledésbe merült mesterségekre is rá lehet keresni a Wikipédián.

### Élelmiszer-alapanyagok feldolgozásával foglalkozó mesterségek
- molnár – vízimolnár vagy hajómolnár, akik sokszor az ácsszakmát is művelték – (K) – (őrlés, garat, festett zsák)
- pék, sütő (M) (kelesztés, dagasztás, szakajtó, teknő, bevetés, kemence, sütés)
- mézeskalácsos, mézes, bábos, mézesbábos – (M) (mézeskalács- és märckészítés), mézes forma, verőfa, offer (forma) (N)
- gyertyamártó és a gyertyaöntő (a mézes társszakmái a méhviasz-feldolgozásból adódóan) (K)
- cukrász – a mézes mesterségből alakult ki (cukorka, csokoládé, édesség és torta készítése)
- mészáros (taglózás, vágómarha feldolgozás, mészárszék) – hentes, böllér (szúrás, sertés feldolgozás, rénfa, sonkakampó)
- sajt- és más tejtermék készítő, sajtprés, vajforma, köpülés

### Fa- és/vagy bőranyagot megmunkáló mesterségek
- ács (M) – hajóács (K) – malomács (K) (ácsolt láda, gerendafaragás, bárdolás, fúrás, csapkötés és ácsolatkészítés)
- asztalos, bútorasztalos vagy bútorkészítő (az ácsmesterségből vált ki), épületasztalos (fúrás, fűrészelés, gyalulás)
- faesztergályos (összefoglaló név, ebből kivált a pipaszár-, bútorláb- és díszkészítés, faoszlop-esztergálás és -faragás)
- kulacskészítő (faeszterga, ragasztás, lószőr kulacs)
- hangszerkészítő: a terméknév szerint elkülönültek a különféle fahangszerek készítői
- hordókészítő, kádár, bodnár, borkötő (M), pintér, binder (N)
- kerékgyártó, bognár – szekérkészítő – hintókészítő (K) (M)
- keretkészítő, képkeretező és tükörkeretező (az asztalosszakmából vált ki)
- szíjgyártó, szíjártó (M) (K) – utódszakmája a bőrdíszműves
- nyerges, nyeregkészítő (M) (K)
- bocskoros, bocskorkészítő, varga, csizmadia (M) (K), cipész (M) , suszter (N)
- subás, subakészítő, subavarró (K) (M)
- tímár, bőrkészítő (K), volt fehér tímár (M) és vörös tímár (a kordoványos török eredetű)
- dobkészítő (K) (bőr-, fa- és fémmegmunkálással)
- szűcs (úgynevezett teljes szakma: a nyúzást követően a szőrös bőrből készíti bonyolult vegyi és fizikai eljárásokkal a különféle ruházati termékeket) – részszakmája a kucsmás (kucsmakészítő) (M) (K)
- kesztyűs, bőrkesztyűkészítő (kesztyűvarró satu, francia mérőléc)
- zsindelykészítő (hasítás, faék, hornyolás, vonószék, faragószék, vonókés, fészi) (M)

### Növényi rostanyagot, szőrt vagy szarut feldolgozó mesterségek
- fonó és szövő (M) takács (K), vászon-, szőnyeg-, textilkárpitszövő (a fonás a len vagy kender elemi szálainak orsóval, guzsaly vagy rokka segítségével sodrás által történő összetapasztása, a szövés pedig az így megfont fonalaknak vagy fonalkötegeknek a keresztirányú összeépítése bújtatással, csónak vagy vetélő segítségével)
- szabó (M), ruhakészítő (szabás, varrás)
- kékfestő (K), kelmefestő, ráf, küpa, kénsav, mintázóasztal, nyomúdúc, indigó, pép, pap (N)
- gombkötő és paszományos (M!) (K), rokon szakmája a csipkeverő
- csipkeverő, csipkekészítő
- papírmerítő, papírkészítő (M) (K)
- könyvmásoló (K) (kalligráfia) – utódszakmája a nyomdász
- könyvkötő (könyvprés, kártyaprés, könyvfűző prés)
- kötélverő, kötélkészítő (a kétkezi horgostól a kötélverés „gépesítéséig") (M) (K) (sodrás, fonás, eresztés)
- tetőkészítő (zsúpszalma és nád alapanyagokból) (K) (felütés, drótvarrás)
- kárpitos (M), (bútor- és falikárpit-beépítés, függönyszabás és -felhelyezés)
- kártoló (K), farkasoló, kártolószék, gyapjúfonó, fonókerék
- nemezkészítő, nemezelő (M) (K)
- csapó, gubás, gubacsapó, gubakészítő – (K) (módszerei mint a szövésnek)
- szűrszabó, szűrkészítő, szűrös (K) (nemezkiszabás, szűrminták felvarrása)
- süveges (M) (K), utódja a kalapos (sapka- és kalapkészítés)
- gombos, gombkészítő, (szaruból, kagylóhéjból) (M) (K)
- fésűs, szarufésű-készítő (M) (K)
- kürtkészítő

### Fémekkel dolgozó mesterségek
- aranyműves, ezüstműves (K), utódszakmáját ötvösként ismerjük
- vésnök – pénzverő (K), mára már elkülönült foglalkozások
- ötvös, ma együttes a képzése az ékszerkészítő és a drágakőcsiszoló foglalkozással; kivált szakma: a fémrestaurátor
- aranyozó, keret- és dísztárgyaranyozó
- bádogos: edénykészítő (K) és épületbádogos, ónozott (cinkelt) lemez, fehérbádog, páka, benzinlámpa, forrasztás, feketebádog
- kovács (szláv), vasverő (M), szakmán belüli tagolódás alapján ismert: patkoló- vagy patkókovács (lópatkolás), míves munkák mesterei, díszműkovács, (vas- és fémanyagokból, dísz- és iparművészeti tárgyak készítői), kés-, borotva-, serpenyő-, kapa-, olló-, csapda-, ár- és körző-, szeg- és szegecs-, sarló-, kasza-, szer- és szerszám-, balta- és fejsze-, kalapács-, fúró-, lánc-, fegyver-, kard-, páncél- és műszerkovács stb.
- lakatos, lakatkészítő (K), műlakatos – kivált belőle a karosszériás, a géplakatos és a mezőgazdasági géplakatos
- karosszérialakatos, karosszériás, autókarosszériás (ez a hintókészítő mesterek utódszakmája is)
- órás (mechanikus órakészítő és órajavító) (K); utódszakmája a digitális órajavító
- műszerész, irodagép-műszerész, varrógépműszerész, elektroműszerész stb.
- zenegépkészítő, az órásszakmából vált ki (verkli, kintorna stb.) (K)
- réz- és bronzműves, üstkészítő (K), réztárgy- és rézfúvóshangszer-készítő
- öntő: vas- és egyéb fémöntő (réz, bronz, sárgaréz stb.), harangöntő, melyek mind külön szakmák
- ónműves (ónedény- és dísztárgykészítő mélyhúzással, mélynyomással és forrasztással) (M) (K)
- olvasztár (M), kohász: a bányászatból vált ki
- vízvezeték-készítő, vízvezeték-szerelő (kialakulása idején a bádogos mellékfoglalkozása volt)

### Ásványi eredetű anyagokat felhasználó mesterségek
- üvegfúvó (K), ólomüveg-készítő (K), üvegöntő – síküvegkészítő, üvegfestő
- fazekas, gelencsér, gölöncsér (M) (korongozópad, mintázófa, focstál) – elkülönült a korsós és a tálas mesterségekre
- cserepes, tetőcserép-készítés (kemencében égetés)
- téglavető, égetett-tégla-készítő, formába préselés, szárítás, kiégetés
- kályhacserép-készítés, kályhás, cserépkályha, gipszforma (mára elkülönült a kályhacsempe-készítés és a kályharakás)
- festő, szobafestő (ásványi és szerves eredetű anyagok porát vitte fel tojásfehérje, majd enyv mint ragasztóanyag segítségével) – utódszakmája a címfestő és az autófényező
- tetőfedő (itt pala, hullámpala vagy cserép anyagokból); ma a tetőfedőszakmát az épületbádogos-szakmával együtt képzik
- kőfaragó (malomkő- vagy épületkő-faragó) – kihalt utódszakmái a palavágó (tetőpala) és a kövező, kőrakó (utcakőrakó)
- sírköves (vágás, vésés, festés, aranyozás)
- kőműves (kőmíves) (M) kanál, fángli (N), hóbli (N), malter, malterkeverő, cement, oltott mész, égetett mész
- bányász (fém-, szén- és ércbányász), sóbányász, sóvágó (M) csákány, kobak, bányamécs, tárna, vágat, jövesztés, siht (N)

## Kiegészítő vagy kismesterségek, népi foglalkozások
Általában női foglalatosságok:
- gyékény-, szalma- (szalmabáb-) és csuhéfonás, (Dél-Dunántúli sváb szék készítése), dikókészítés, csuhébaba-fonás
- játékkészítő – babakészítés
- népi díszített szőttes készítése, horgolás, kötés, hímző, hímvarrás
- foltvarrás
- koszorúkészítő virágkötészet
- viráglenyomat- és képkészítés
- gyöngyfűzés
- tojásírás (tojásfestés, tojáskarcolás, batiktechnika) – tojáspatkolás, tojásfestő
- rongyszövés
- csigatészta-készítés
- libatömés, -fosztás

Főként férfiak által végzett munkák:
- kéreg- és taplómegmunkálás (toplászat)
- kosár-, varsa-, méhkas-, vékafonás (fekete vesszőből), – szekérkas- , bútor- és székfonás (fehér vesszőből)
- csont- és agancsfaragás (ékszer-, kupáncsdíszítés, ősi magyar mintákkal és varázsjelekkel)
- szaru- és tülökmegmunkálás (lőporszaru, ivótülök, rühzsír- és sótartó)
- lószőr- és bőrmunkák (tűtartók, gyűrűk, rátétek, szironyozás, szíjfonatok, sallang, pillangó)
- pásztorfaragás, molnárok és barkácsolók fafaragása (vésés, domborúfaragás, mélyítés, spanyolozás, szökröny-, kopjafa-, fejfa- és kapufaragás, faház, fatemplom és fatornyok, haranglábak díszítő faragása, székelyfaragás, kunkép- és jászkép-faragás stb.
- teknő- és csónakvájás, illetve -készítés
- bútorfestés: tulipános láda, hartai festett bútorok, templomi famennyezet festése stb.
- busómaszk-, báb- és maskarakészítés
- ón- és ólomöntés fémberakás-készítéshez is, díszítőminta-szegecselés
- kolompkészítés, csengőöntés, szegkovácsolás, drótfonás, edényfótozás
- vályogtégla-készítés, vályogvetés

## Hagyományos népi munkák a gazdálkodás köréből
Eleink gazdálkodásába tartozó foglalkozások:
- Gyűjtögetés (böngészés, gomba-, bogyó-, harmatkása-, sulyom-, gyógynövény- és fűszernövény-gyűjtés, nádvágás, gyékényvágás, erdőlés)
- Méhészkedés (vadméhraj-befogás, méhkaskészítés, átdobolás, mézteremelés)
- Vadászás (sólyommal [(solymászat)], lépvesszővel, csapdával, hurokkal, tőrrel, veremmel, hajítófegyverrel, pl. fokossal-dobófával, kopjával, libucütővel, nyíllal, parittyával, golyós puskával; hajtóvadászat állati segítséggel)
- Halászat: rekesztő-, kerítő-, emelő-, hajtó-, álló- és vetőhálóval, kosárral vagy nyeles lepővel tapogató, hurokvető, szigonyos, vad madárral történő), horoggal történő horgászás és rákászás, alterületei a csíkászás, pákászás
- A földmívelés formái a nyomásos gazdálkodás, vetésforgó, tagosítás stb., szakszavai: irtvány, határ, mezsgye, szérű, dűlő, ólaskert, szállás (l. Jászárokszállás), szeres település, egy- és kétbeltelkű települések, parlag, ugar, szérű, tarló, zsombék- és erdőirtás; munkamódszerei: ásás, kapálás, szántás (ekézés), vetés, boronálás, hengerezés, gyomirtás, aszatolás, hegyezés, egyelés, kaszálás és lelegeltetés, gyomlálás, töltés, ritkítás, fialás, nyűvés, aratás, kölestépés, tengeritörés, szárvágás, nádvágás (nádvágó vagy gagucs, kaszur, tolókasza, lápmetsző), sarlózás (sallózás), kaszafenés, kaszálás, rendre vágás, rávágás, marokszedés, kévekötés (kéve, kepe, kereszt, rakás, kalangya), részes aratás (summások), aratás kalákában, szakszavai: szérűskert, rakodó (lóger), hordás, csűr, asztag, asztagláb, szérű (alföldi, matyó, fedett), cséplés, nyomtatás, köleshántás, tengerihántás, tengerimorzsolás, agyalás, szalmázás, ágyazás, fordítás, rázás, karimázás, törekelés, szórás, szelelés, szórórostázás stb.
- Gyümölcstermelés (ültetés, gallyazás, hernyózás, nemesítés, gyümölcsszüret)
- Szőlőművelés vagy szőlőmívelés, vincellérség: nyitó, metsző, kapás, ganajhordó, szedő, puttonyos, csomoszoló, sajtoló, később egy szóval kifejezve napszámos; védőszentjük Szent Orbán (május 25.), régi magyar szakszavaink a szőlő, bor, csigér vagy csíger, seprő, szür vagy must; munkamódszerek: ültetés lugasosan vagy karó mellé, nyitás, fedés vagy takarás, oltás vagy olytás, karózás, metszés, kapálás, szüretelés metszőkéssel vagy metszőollóval (a legjövedelmezőbb és legmegadóztatottabb foglalkozás volt a középkorban)
- Konyhakertészet, virágkertészet és bolgárkertészet, kosárfonó-fűz termesztés, áztatás, vonás stb.
- Hagyományos állattartás (szilaj, félszilaj és jászlas tartás) és a pásztorkodás formáinak elnevezései: libapásztor, juhász, kanász, kondás, csürhés, gulyás, csikós stb. – szervezeti felépítése: kisbojtár (lakos) – bojtár – számadó; szakszavai: nyáj, jószág, barom, legelő, tilosban, terülés és capolás, delelés, itatás, gémeskút, nyájőrző és terelőkutya, karikás ostor, pásztorbot, gajló, kifogás, pányva (árkány), pányvázás (lasszózás), disznólábfogó, őrzés, bogárzás, megriadás vihartól, füsttől vagy vérszagtól, éjszakai járatás, tábortűz; pergő, zörgő, kolomp, harang, csengő; számontartás: billogozás vagy billyogozás, billyogzóvas (tulajdonjel-besütő), fülcsípés, malacorr-karikázás stb.

A szolgáltatások körébe tartozó szakmák (pl. borbély, vajákos és ráolvasó, bába, gyógyfüves (füves), orvos, piócás, hegybíró, kisbíró, a különféle pásztorok (juhász – ihász, kanász, kondás, gulyás, csordás, csikós), szekeres, kocsis, postakocsis, talyigás, hordár, kereskedő, fogadós, kocsmáros, lacikonyhás, fényképész, földmérő, térképész, fegyveres és rendvédelmi feladatok ellátója, kertrendező stb., valamint a műszerekkel, gépekkel, elektromossággal foglalkozó vagy azokat javító, valamint a művészetekhez közel álló szakmák (virágrendezés (ikebana), gobelinkészítés, makramékészítés, iparművészettel kapcsolatos fogalmak stb.) leírása máshol szerepel.

## Képzést indító felsőoktatási intézmények
- Budapesti Kommunikációs és Üzleti Főiskola – Kommunikációs és Művészeti Kar
- Nyugat-magyarországi Egyetem – Művészeti, Nevelés- és Sporttudományi Kar